# Kalaallit Arsaattartut Kattuffiat
La Kalaallit Arsaattartut Kattuffiat (abbreviata in KAK, in danese Grønlands Boldspil-Union, in inglese Greenland Football Association) è la federazione calcistica della Groenlandia, presieduta da Lars Lundblad.
Nata nel 1971, gestisce la selezione di calcio della Groenlandia, e regola inoltre il campionato groenlandese di calcio. Non fa parte né della FIFA né della CONCACAF o dell'UEFA. Nel 2022, dopo le richieste avanzate negli anni alla UEFA senza una risposta concreta, la Federazione presentò la documentazione necessaria all'affiliazione della Groenlandia alla CONCACAF, ma la sua adesione venne comunque rifiutata nel 2025.
Il calcio in Groenlandia è lo sport più popolare, infatti sono circa 5500 gli sportivi che praticano questo sport nel paese, ovvero più dell 10% della popolazione groenlandese.
La federazione ha la sede a Nuuk, il principale insediamento groenlandese.